# Astragalus effusus
Astragalus effusus är en ärtväxtart som beskrevs av Aleksandr Andrejevitj Bunge. Astragalus effusus ingår i släktet vedlar, och familjen ärtväxter. Inga underarter finns listade i Catalogue of Life.